# Comuna Mîhailivka, Radîvîliv
Mîhailivka (în ucraineană Михайлівка) este o comună în raionul Radîvîliv, regiunea Rivne, Ucraina, formată din satele Mîhailivka (reședința) și Zasuv.

## Demografie
Componența lingvistică a comunei Mîhailivka
     Ucraineană (99,02%)
     Alte limbi (0,98%)
Conform recensământului din 2001, majoritatea populației comunei Mîhailivka era vorbitoare de ucraineană (99,02%), existând în minoritate și vorbitori de alte limbi.